# Бончарово
Бонча́рово — деревня в Торопецком районе Тверской области России. Входит в состав Плоскошского сельского поселения.
Расположена в 30 км к северо-западу от Торопца, на левом берегу реки Серёжа. Имеется фермерское хозяйство «Есфирь», колбасный цех, молокозавод СППК «Бончаровский».

## История
Впервые Бончарово упоминается с 1540 году в одой из местных переписей.
В конце XIX века в деревне начала действовать церковно-приходская школа в доме помещиков Чириковых, в которой кроме стандартного образования, детей обучали необходимым для жизни на селе навыкам. Ежегодно количество учеников возрастало. Так, за три года (1887—1900) оно выросло почти в два раза с 23 до 40 человек.
Барский дом варварски был уничтожен местными блазновскими пьяницами в 1920 году.
С приходом власти советов в деревне образовалась начальная восьмилетняя школа. В школе обучались более двухсот детей.
Наивысшего развития сельскохозяйственные комплексы на территории деревни достигли в середине XX в., когда было произведено масштабное строительство оборудованной новейшей техникой фермы на более чем 200 голов крупно-рогатого скота; ферма для овец, ферма для свиней, развертывание водопровода и строительство грунтовой насыпной дороги до окружного центра (п. Плоскошь).

## Достопримечательности
- Карлов пруд, созданный по проекту архитектора Карла Росси в имении Чириковых. Пруд имеет квадратную форму, окружен дубами и ясенями, средняя глубина около 3—5 метров. Дно возможно выложено камнями-валунами. Сегодня используется лишь для технического водоснабжения окружающего населения из-за высокой степени его загрязнения органикой.
- Барский парк

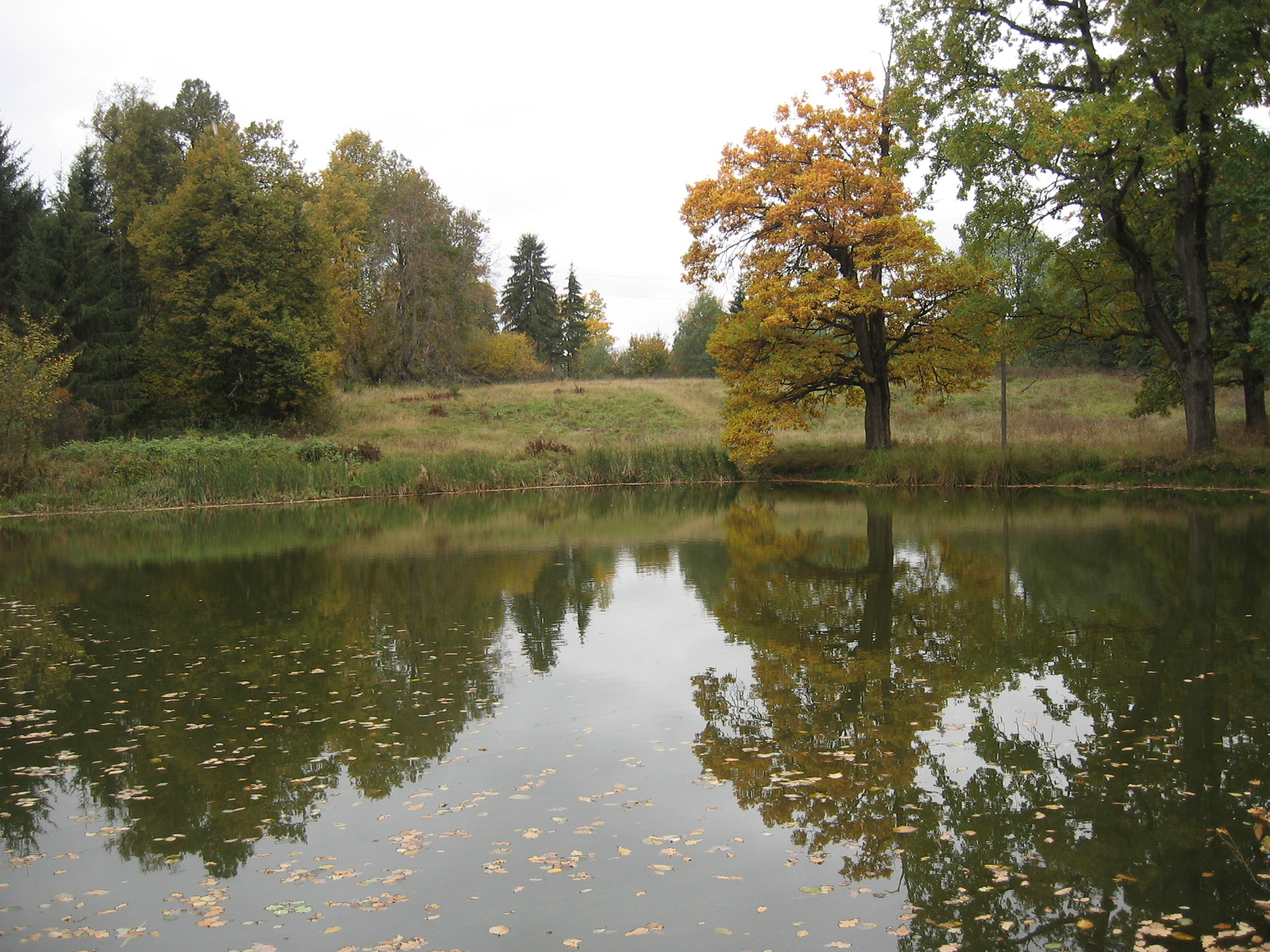
Карлов пруд
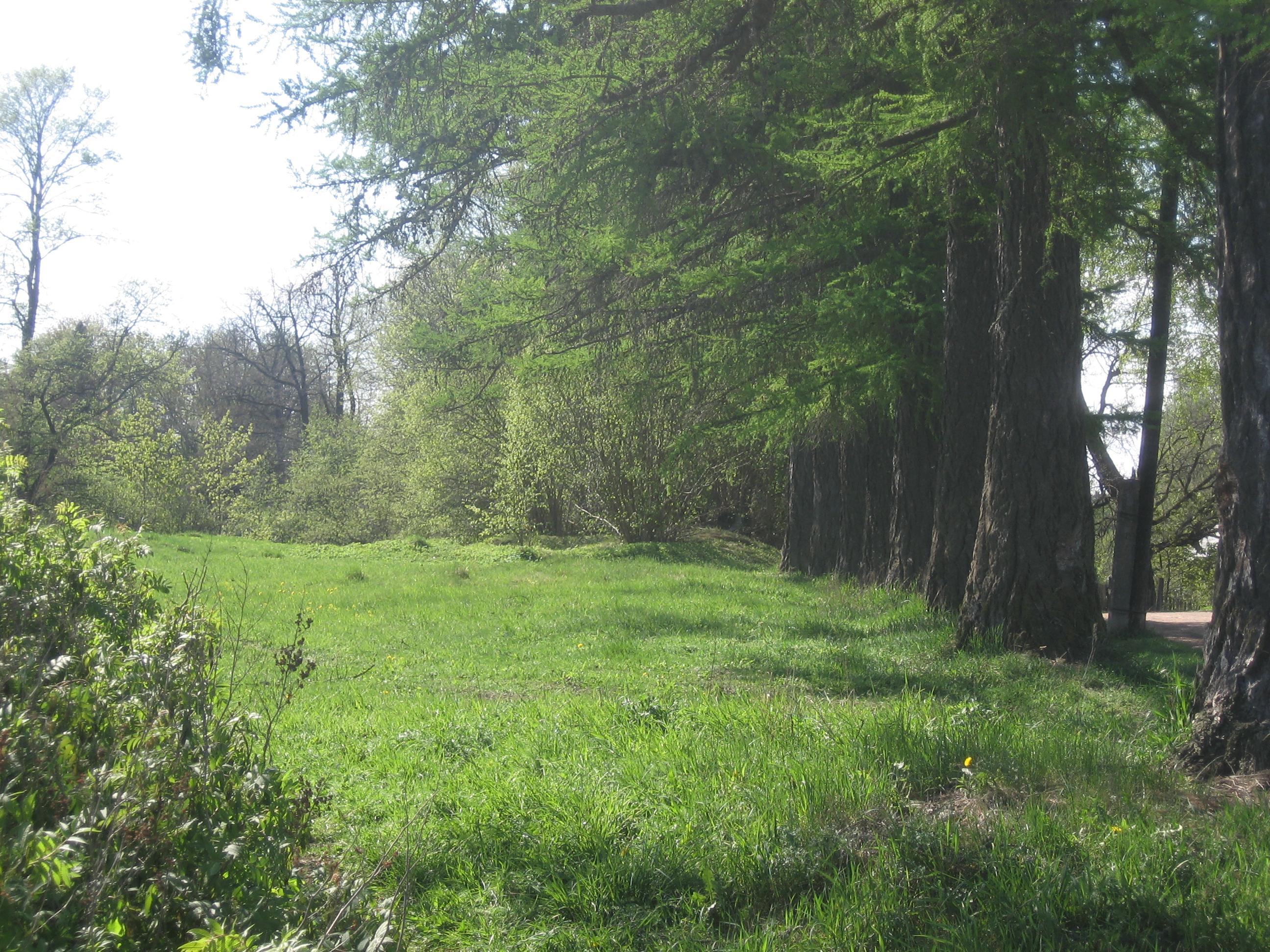
Лиственничная аллея
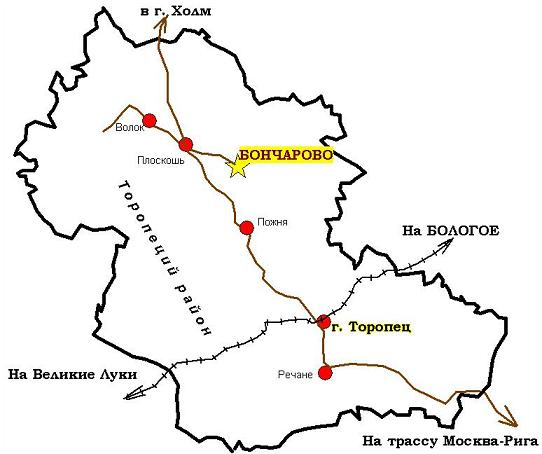
Карта расположения деревни